# Darren Aronofsky
Darren Aronofsky (Brooklyn, Ciutat de Nova York, 12 de febrer de 1969) és un director de cinema, guionista i productor estatunidenc.

## Biografia
Nascut el 12 de febrer de 1969 al barri novaiorquès de Brooklyn, pertanyé a una família tradicional jueva, i ja de ben petit s'interessà per l'art. Entrà a la Universitat Harvard on estudià tècniques de realització i producció. A la universitat, coincidí amb Sean Gullette, amb qui rodaria el projecte de final de carrera, Supermarket Sweep l'any 1991. Aquest treball fou finalista a la Student Academy Awards.
El febrer de 1996, aconseguí reunir 60.000 dòlars, quantitat suficient per dur a terme el seu primer llargmetratge π, que esdevindrà un veritable èxit, guanyador de nombrosos premis i per molts crítics del moment fou una de les 10 millors pel·lícules de l'any.
L'any 2000 continuà sorprenent amb Rèquiem per un somni, un film realment xocant que tracta les drogues com pseudoprecursors cap a l'èxit i clars guies cap a l'autodestrucció. The Fountain fou el seu següent projecte, un film fantàstic ple de poesia tan lírica com visual on actuen actors com Hugh Jackman i Rachel Weisz (actual companya sentimental del director).
El luchador 2008 
L'any 2010 s'estrena Cigne negre.
Noé 2014.
Actualment és considerat per molts un gran director de cinema de culte.

## Filmografia

### Pel·lícules
| Any  | Pel·lícula           | Director | Productor | Guionista | Altres | Notes |
| ---- | -------------------- | -------- | --------- | --------- | ------ | --- |
| 1998 | π                    | Sí       |           | Sí        | Sí     | Assistant positive cutter                                                                                            |
| 2000 | Rèquiem per un somni | Sí       |           | Sí        | Sí     | Visitor (uncredited cameo)                                                                                           |
| 2002 | Below                |          | Sí        | Sí        |        | |
| 2006 | The Fountain         | Sí       |           | Sí        |        | Nominació − Lleó d'Or                                                                                                |
| 2008 | El lluitador         | Sí       | Sí        |           |        | Lleó d'Or |
| 2010 | Black Swan           | Sí       | Sí        |           |        | Nominació − Oscar al millor director Nominació − Globus d'Or al millor director Nominació − BAFTA al millor director |
| 2014 | Noah                 | Sí       | Sí        | Sí        |        | |

### Curtmetratges no distribuïts
| Any  | Pel·lícula        | Director | Productor | Guionista |
| ---- | ----------------- | -------- | --------- | --------- |
| 1991 | Supermarket Sweep | Sí       |           | Sí        |
| 1991 | Fortune Cookie    | Sí       | Sí        |           |
| 1993 | Protozoa          | Sí       |           | Sí        |
| 1994 | No Time           | Sí       |           |           |